# Aleksis Kivi
Aleksis Kivi (pronunciaciónⓘ), nacido como Alexis Stenvall (Nurmijärvi, 10 de octubre de 1834-Tuusula, 31 de diciembre de 1872), fue un escritor finlandés quien escribió la primera obra importante en lengua finesa, titulada Seitsemän veljestä (Siete hermanos). Además, Kivi fue de los primeros autores de prosa y lírica en finés, y todavía se considera uno de los mejores.

## Biografía
Aleksis Kivi nació en Nurmijärvi, Finlandia, en una familia de sastres. Su nacimiento, gran parte de su existencia y su muerte tuvieron por marco una cabaña de madera, tipo de vivienda entonces propia de la gente más humilde. Sólo él, entre numerosos hermanos y hermanas, pudo recibir instrucción, si bien no mostrase demasiada aptitud para los estudios. Terminó la enseñanza media pasados los veinte años. En las escasas cartas que de él se han conservado habla con frecuencia de su precaria salud; humillado por su pobreza, esperó, sin embargo, poder situarse, y siguió manteniendo tal esperanza hasta el fin.
En 1846 se trasladó a Helsinki, y en 1859 ingresó en la Universidad de Helsinki, en donde estudió literatura y se interesó por el teatro. Su primera obra fue 
Kullervo, basada en el poema épico Kalevala.
Era taciturno y gustaba de la soledad (aun cuando sabía también bromear oportunamente), de suerte que dejó pocos recuerdos entre quienes le conocieron. Sin embargo, mantuvo relaciones con algunas personalidades representativas, como J. V. Snellman y Z. Topelius.
Durante el verano de 1863 fue a vivir a la localidad de Siuntio, en la cabaña de Charlotta Lonnqvist, mujer honrada, pero entrometida y casamentera, casi tan pobre como él, que se convirtió en su afectuosa protectora. Posiblemente, no existió vínculo amoroso alguno entre el huésped y el ama de casa, más bien anciana; sin embargo, las habladurías de los vecinos forzaron a Kivi a alejarse más de una vez de su compañía. Esencialmente autodidacta, alimentaba su espíritu con las grandes obras de la literatura mundial: la Biblia, Homero, Cervantes y un poco de Dante, que conoció en una traducción sueca.
Desde 1863 dedicó su tiempo a escribir. Escribió doce obras y una colección de poemas. Su novela cumbre, Seitsemän veljestä (Siete hermanos), le llevó diez años de trabajo. Los críticos literarios, especialmente August Ahlqvist, desaprobaron la novela.
En 1865 Kivi ganó el premio estatal por la obra Nummisuutarit.
Debido al mal recibimiento de sus obras comenzó a beber. Su principal benefactora, Charlotta Lönnqvist, no le pudo ayudar más allá de la década de 1860. Su deterioro físico y un inicio de  esquizofrenia (se cree que causada por la borreliosis) hizo que muriera en la pobreza a la edad de 38 años.
Entre 1995 y 1996, el compositor finés Einojuhani Rautavaara compuso una ópera sobre la vida y los trabajos de Kivi.
En 2002 el director de cine Jari Halonen realizó la película Aleksis Kiven elämä (La vida de Aleksis Kivi).